# Psilochorus ybytyriguara
Psilochorus ybytyriguara är en spindelart som beskrevs av Huber, Rheims och Antonio D. Brescovit 2005. Psilochorus ybytyriguara ingår i släktet Psilochorus och familjen dallerspindlar. Inga underarter finns listade i Catalogue of Life.